# I seni coi fiori rossi
I seni coi fiori rossi è un dipinto realizzato da Paul Gauguin nel 1899. Conosciuto anche con altri titoli (Due donne tahitiane, I seni dai fiori rossi, Donne tahitiane con fiori di mango), si trova dal 1949 al Metropolitan Museum of Art, dopo essere stato donato da William Church Osborn. Il dipinto è stato attaccato il 1 aprile 2011, durante un'esposizione temporanea alla National Gallery of Art di Washington; tuttavia a causa della protezione del plexiglass non ha riportato danni.

## Descrizione
Il dipinto mostra due giovani donne tahitiane, una delle quali regge un vassoio contenente fiori di mango. Nonostante Tahiti sia raffigurata come un paradiso innocente, esse si confrontano con l'osservatore in modo simile ai personaggi ritratti in Colazione sull'erba (1863) e Olympia (1863) di Manet : viene seguita anche qui la tradizione artistica di paragonare il seno di una donna a fiori o frutti. I soggetti del dipinto appaiono inoltre in altre due opere di Gauguin, Faa Iheihe (1898) e Rupe, Rupe  (1899).